# 淮安军 (绍定)
淮安军，南宋的军。
绍定元年（1228年），改楚州置，治所在淮安县（今江苏省淮安市淮安区）。端平元年（1234年）改为淮安州。